# De profundis (epístola)
De profundis es el título de una epístola penitencial inspirada en el salmo 130, escrita por Oscar Wilde entre enero y marzo de 1897 y publicada por primera vez por su albacea literario Robert Baldwin Ross en 1905, cinco años después de la muerte del poeta y dramaturgo irlandés.

## Wilde antes deReading
Oscar Fingal O'Flahertie Wills Wilde fue un poeta y dramaturgo irlandés perteneciente a la época victoriana.  Antes de su paso por las cárceles de Holloway, Wandsworth y Reading, Wilde era un artista reconocido no sólo en Reino Unido, sino internacionalmente; popular en el medio intelectual del siglo XIX, impopular en la sociedad por su extravagante forma de vestir, sus polémicos escritos (críticos de la sociedad de entonces: personajes como Lord Henry de El retrato de Dorian Gray muestran rasgos de misoginia y cinismo) y sus estrechas amistades con hombres.
Su relación con Lord Alfred Douglas lo llevó a la cárcel en 1895. Wilde sufre el daño colateral de una disputa entre padre (marqués de Queensberry) e hijo. El escritor irlandés denunció al marqués por difamación después de que éste exhibiera, en el club social que el poeta frecuentaba, la relación que sostenía con Lord Alfred Douglas, hijo del marqués. Sin embargo, el proceso se volvió en su contra y el dramaturgo terminó condenado a dos años de trabajos forzados en prisión por el delito de sodomía; fue ahí donde escribe De profundis.[cita requerida]
El poeta Rubén Darío considera a Wilde como un gran poeta, un hombre extravagante que tenía el mundo en su bolsillo, pero a quien de la noche a la mañana la sociedad inglesa le dio la espalda, y cuyas desdichas de la vida hicieron que cayera de lo alto y no lograra recuperarse jamás. Al momento de la muerte de Wilde, Darío escribe:

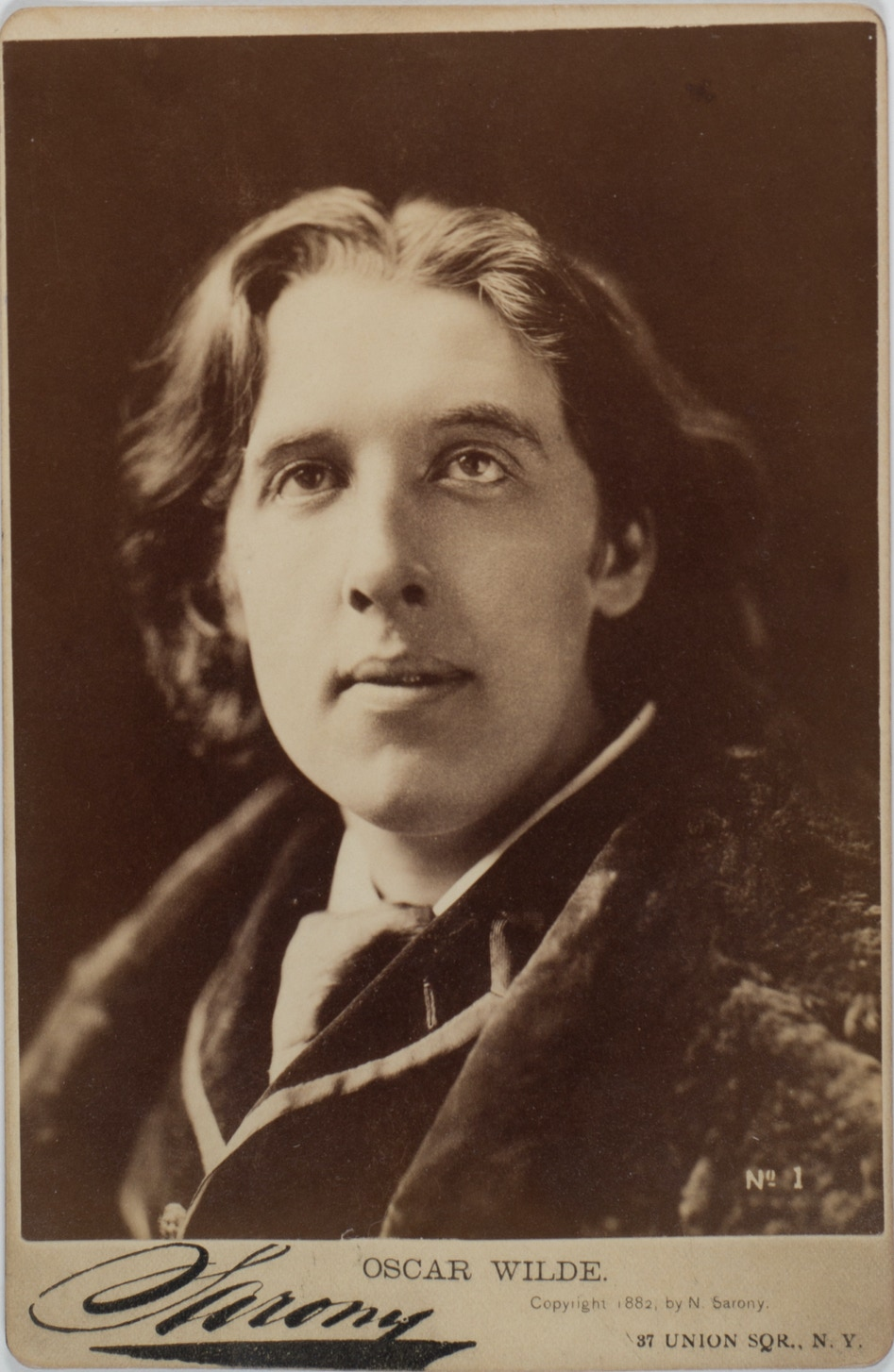
El poeta y dramaturgo irlandés Oscar Wilde

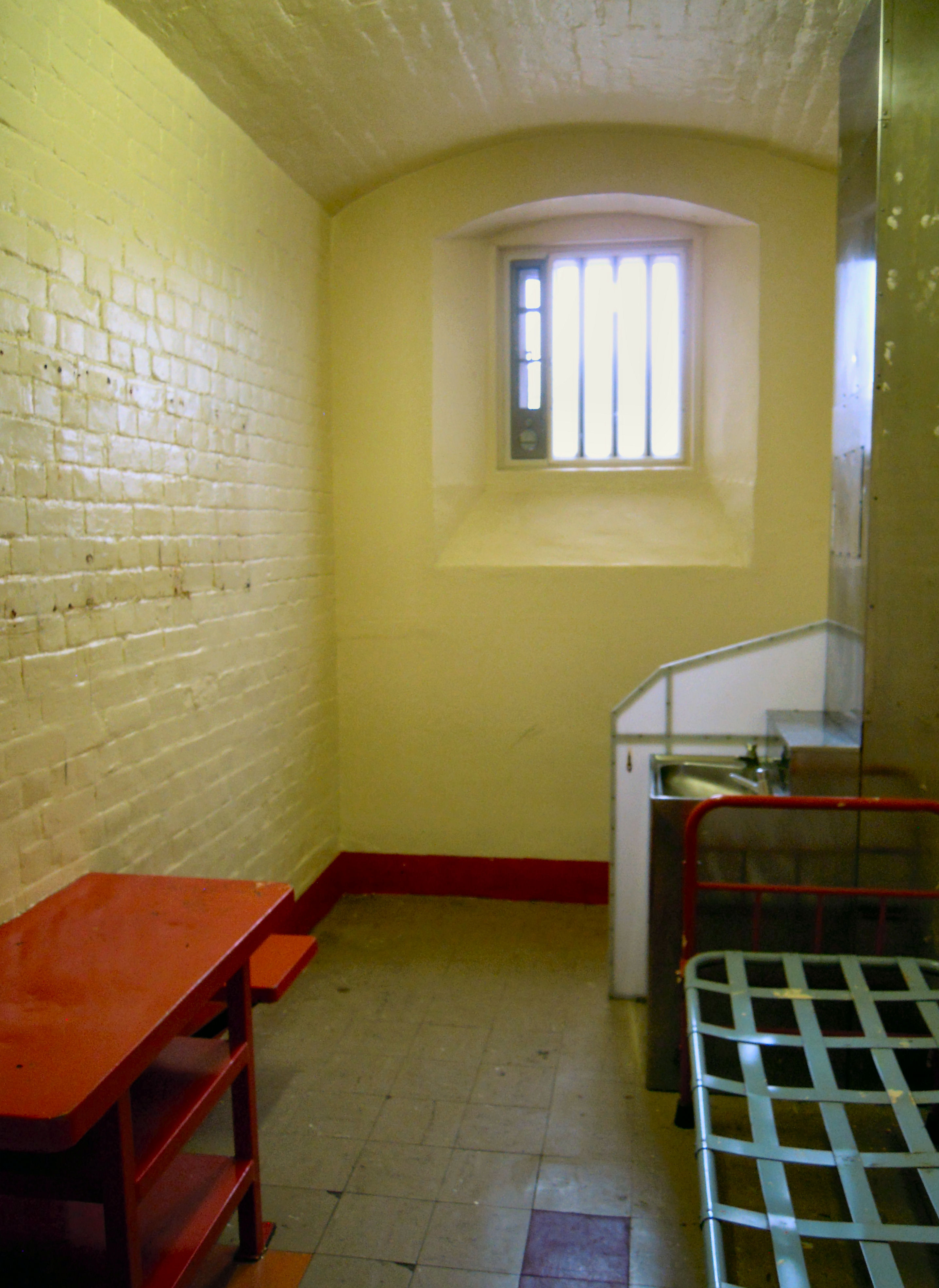
Celda de la prisión de Reading en la que fue confinado Oscar Wilde, tal como se conservaba en 2016. En ella el dramaturgo irlandés escribió De profundis.

Un hombre acaba de morir, un verdadero y grande poeta, que pasó los últimos años de su existencia, cortada de repente, en el dolor, en la afrenta, y que ha querido irse del mundo al estar a las puertas de la miseria. Este hombre, este poeta, dotado de maravillosos dones de arte, ha tenido en su corta vida sobre la tierra los mayores triunfos que un artista pueda desear, y las más horribles desgracias que un espíritu puede resistir.

## Acerca de laepístola
De profundis es la epístola que Oscar Wilde escribió para Lord Alfred Douglas en la prisión de Reading en marzo de 1897, dos meses antes de que el escritor irlandés cumpliera la sentencia que le fue impuesta por el delito de sodomía.
Bella, empática, triste, conmovedora, irritante, reflexiva, espiritual… muchos adjetivos pueden definir esta obra, dependiendo del lector. Lo cierto es que, a pesar de la confrontación de diversos sentimientos, el autor redacta cada palabra de esta obra con esperanza; esperanza de recibir una respuesta, cualquiera que esta fuera, del principal responsable de su estancia en prisión. 
La denuncia por sodomía fue presentada por el padre de Lord Alfred Douglas, el marqués de Queensberry. En la epístola, Wilde recuerda cómo el abogado del marqués exhibía, como prueba, una carta que años atrás él había dedicado a Bossie. Según Wilde, era un extravagante halago literario para un joven que le había dado a revisar un poema. Wilde afirma que la carta estaría dirigida a cualquier persona que estimara su consentimiento para la publicación de un escrito; no obstante, la sociedad inglesa no interpretó así los versos del autor.
Al empezar a leer la carta, lo primero que el lector reconocerá es despecho. Oscar Wilde se siente abandonado, lastimado; sin embargo la obra no solamente expone y relata los tortuosos momentos vividos entre Wilde y Bossie. Ira, odio, tristeza, culpa, arrepentimiento, o acusación, son algunos de los sentimientos identificados en cada línea del texto; no obstante Wilde también reflexiona acerca de Cristo, de la naturaleza humana, el tiempo y el arte. Para Wilde, la cárcel fue una escuela donde desnudó su alma y aprendió que el sufrimiento da la conciencia al existir. 

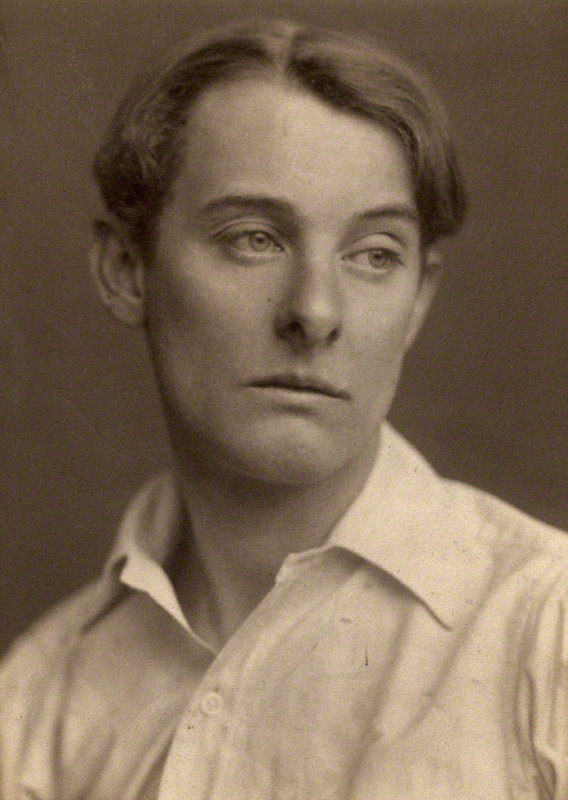
Lord Alfred Douglas

Más que una crítica a su amigo, la epístola revela una crítica a sí mismo. No fue Alfred Douglas el culpable de la ruina emocional y material de Wilde, sino la debilidad del poeta. El autor se reprocha haber permitido que, por encima de la razón, dominara en su vida la amistad con una persona cuya presencia misma borraba en él toda imaginación y creatividad. La gran distinción entre estos amigos era que Bossie basaba sus intereses en la vida y no en el arte, como lo hacía Wilde. 
Wilde se culpa una y otra vez, de no escuchar los consejos de sus amigos; ni siquiera los de la propia madre de Lord Alfred, quien en todas sus correspondencias y encuentros le advertía de los defectos que su hijo tenía: su vanidad y su desastrosa relación con el dinero. Aun así, Wilde confiesa haber continuado con la relación; incapaz de prever las ominosas consecuencias.

…en la más prodigiosa obra de Esquilo, nos habla del gran señor que cría en su casa al cachorro de león, y lo ama porque acude con ojos brillosos a su llamado y se para de mano pidiéndole comida, pero crece y muestra la naturaleza de su raza, y destruye a su amo, a su hogar y todas sus posesiones. Me siento afín a él…

Respecto al tiempo, Wilde expone cómo lo medía en prisión; y es que según el autor, al estar en la cárcel no hay nada más en que pensar que no sea dolor. En Reading, el tiempo se contaba por las punzadas del dolor y el registro de los momentos amargos, pues se debe recordar los sufrimientos pasados, ya que en ellos se encuentra la evidencia de que aún mantenemos nuestra identidad.
A pesar de los reproches y críticas que Wilde hace a su amigo, en muchas páginas demuestra lo que verdaderamente siente por él: amor; y es por esto que la epístola se escribe. Sin el amor que Wilde profesa por Bossie; la epístola no existiría, Wilde no se sentiría impulsado a escribir una carta tan emotiva. Si no amara tanto a Alfred Douglas, no le dolería tanto el hecho de estar en una prisión por consentir todos sus caprichos. Y a lo que se aferraba Wilde en sus dos años de prisión, era que el sentimiento fuera correspondido: 

A pesar de tu conducta hacia mí, siempre he sentido que en el fondo me amabas.

Además de medir el tiempo con dolor, Wilde en su carta tiene una manera peculiar de recordar los momentos vividos con Lord Alfred Douglas: el dinero. En muchas ocasiones, al culparlo de sus desgracias, Wilde enumera los momentos que satisfizo los deseos de su amigo; y cuántas libras costaba cumplir sus demandas (en esta carta se demuestra la excelente memoria, pues cita fechas, lugares y libras específicas gastadas junto a Bossie). Wilde lo culpa del desastre económico que atraviesa.

Hay algunas cosas acerca de lo cual debo escribirte. La primera es mi bancarrota. Hace días me dijeron que ni siquiera puedo publicar un libro sin permiso del síndico de la quiebra, a quien deben entregarse todos los recibos. Tampoco puedo firmar contrato con un empresario teatral o poner en escena una obra mía sin que mis ingresos pasen a manos de tu padre y de mis otros acreedores.

Pero no solo perdió su dinero, sino su reputación: Wilde aseguraba que dondequiera que fuera se encontraría con su nombre escrito en las piedras, pues según el autor, su nombre no ha venido de la sombra al momentáneo escándalo del crimen sino de esa especie de eternidad que es la fama a esta otra especie de eternidad que es la infamia.

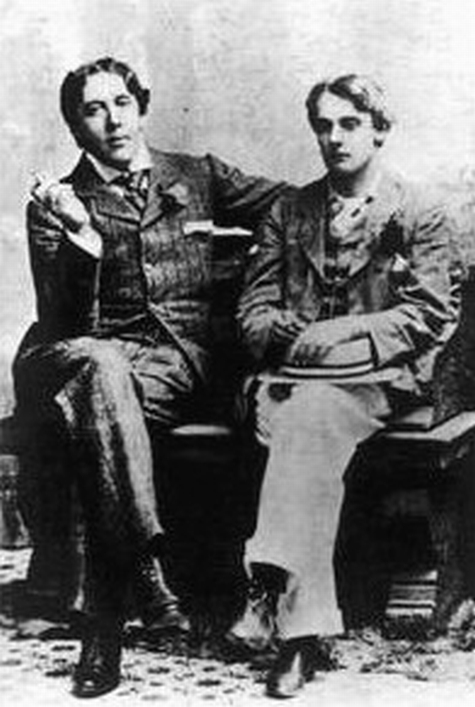
Bossie y Wilde

Wilde también acusa a su amigo de ser el culpable de perder la custodia de sus dos hijos, pues en la carta le reclama que gracias a la condena que pagaba, un juez decidió que Wilde no es digno de vivir con ellos. El dolor que Wilde acumulaba era enorme: su madre murió cuando él estaba en la cárcel, perdió la custodia de sus hijos, sentía que la sociedad lo había juzgado erróneamente, lo declararon en bancarrota, además de las circunstancias básicas de la vida en la cárcel.
A pesar de todo esto, Wilde siempre deseó el bien a su amigo; pues dejaba claro que la razón de esta carta no era para llenar de amargura su corazón, sino para liberar al suyo de ella; para esto debía perdonar a Bossie.

No puedo permitirte vivir con el peso que cargas en el corazón por haber arruinado a un hombre como yo. Este pensamiento puede llenarte de una indiferencia inhumana o de una mórbida tristeza, debo descargarte de ese peso y llevarlo sobre mis hombros.

El tiempo de Wilde en la cárcel permitió que entrara en contacto con su alma; y según él, esto le permitía volverse simple como un niño, y eso es lo que busca Cristo. La lectura del Nuevo Testamento (en griego) que Wilde hacía cada mañana, hizo darse cuenta de que perdonando a su prójimo, encontraría la paz interna; no lo hacía para beneficio de Alfred Douglas, sino para sentirse libre de odio. 
Al leer la carta por primera vez, se puede llegar a la conclusión de que el autor aborrece a Lord Alfred Douglas, pues lo describe como un ser egoísta, infantil, vanidoso, violento, mimado, poco culto, malagradecido, impulsivo; no obstante se necesita tener especial atención a la verdadera intención de estas líneas, Wilde desea recordarle a su amante cómo tuvo que haber apreciado todo el amor que le ofreció, como lo perdona por lo que hizo y cómo está dispuesto a volverse a encontrar con él. 

Hace unas seis semanas el médico me autorizó a tomar pan blanco en vez del áspero pan negro del régimen carcelario. Es un auténtico manjar. Te parecerá extraño que un simple pan pueda ser un manjar para alguien. Para mi lo es al punto de que cuando termino cada alimento me como una por una las migajas que sobran en mi plato. Y no lo hago por hambre, lo hago simplemente a fin de que no se desperdicie nada de lo que me dan. Así deberíamos estimar el amor.

Wilde quiere subrayar el amor que sintió y siente por su amigo, y cómo este no supo estimarlo. La carta se hace con otro propósito: recibir una respuesta. No importa si es corta, no importa si es ofensiva; le importa que Bossie le escriba, importa que Bossie no lo olvide, importa que Bossie mantenga en sus pensamientos el recuerdo de lo sucedido. 

Te he escrito con absoluta libertad. Puedes escribirme de igual manera. Lo que deseo saber de ti es por qué no has hecho ningún intento de escribirme desde agosto del año antepasado y especialmente después de que, en mayo del último año, hace ya once meses, reconociste y admitiste entre otras personas que sabías como me has hecho sufrir y cómo lo he sentido.

En toda la carta, el autor no culpa al que lo llevó directamente a Reading (el marqués de Queensberry), sino a su amigo Bossie, quien en su constante pelea con su padre involucró a Wilde en una batalla que, según el autor, debió librarse en el hogar, y así no perjudicar a terceros. Es importante tener en cuenta que el autor está narrando el pasado desde su presente condicionado por el sufrimiento; sentimiento que ha permitido desnudar su alma y lograr otorgar el perdón. 
En la carta se pueden enumerar las cuantiosas pérdidas que tuvo Wilde desde que conoció a Bossie, pero también se puede identificar, implícitamente, que el autor nunca perdió su gran autoestima, su ego, su natural superioridad: 

Los dioses me concedieron casi todo. Tuve genio, un nombre distinguido, alta posición social , brillantez, audacia intelectual; hice del arte una filosofía y de la filosofía un arte; cambié las ideas de los hombres y los colores de las cosas; ninguno de mis actos ni de mis palabras dejó de asombrar a la gente.

Esta superioridad es la que le da a la epístola su singularidad. Hace la diferencia entre el yo y el él: lo positivo, bondadoso y humano es el autor, encarcelado injustamente; el egoísta, despilfarrador, inhumano, malagradecido es Bossie, su infantil amante.

## Wilde después deReading
Una corta frase de su epístola puede resumir lo que significó la relación de Wilde con Lord Alfred Douglas; a pesar del amor que el poeta sentía y demostraba por el joven, nunca dudó de que esta relación iba a ser su perdición, que esta dependencia llevaría a su final, que este joven le arrebataría lo más preciado para él; su prestigio, sus hijos, sus más preciados bienes materiales.

Yo también me forjé ilusiones. Creí que la vida iba a ser una brillante comedia y tú uno de sus encantadores personajes. Me di cuenta que la vida era una tragedia asquerosa y horrible, y que la ocasión siniestra de la gran catástrofe eras tú mismo, sin esa máscara de alegría y placer que a ti y a mí nos sedujo y nos descarrió.

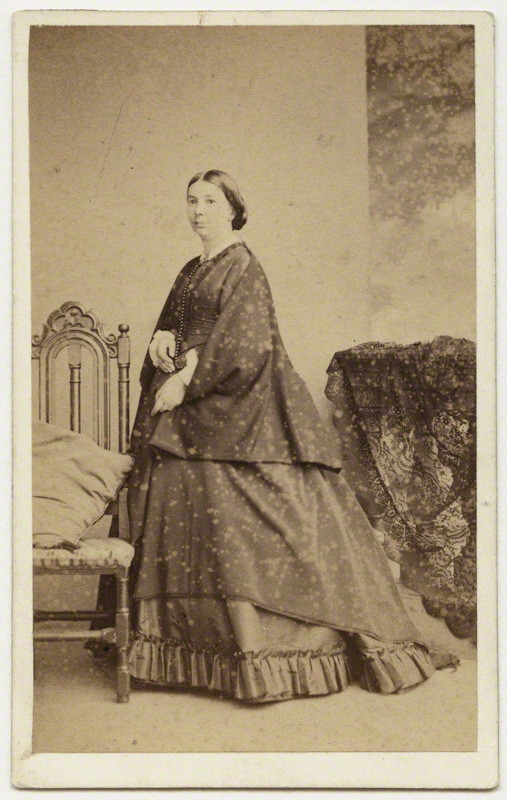
Época victoriana

La sociedad victoriana se cobró con creces los ataques chispeantes del Wilde dramaturgo, las extravagancias del Wilde dandi, las críticas del Wilde socialista, la diferencia del Wilde homosexual. Los ingleses, que se vanagloriaban de ser cultos, respetuosos, educados, fueron los causantes de su bancarrota, pues los libreros dejaron de vender sus libros; el público desertó de los teatros en que se representaban sus comedias; los comerciantes a quienes debía aunque fuera solo unos céntimos lo demandaron inmediatamente.
Frank Harris, un amigo del poeta, y citado en la epístola como uno de los pocos que acudió a visitarlo, narra su desprecio hacia la sociedad inglesa de esa época y culpa a esta y no a Lord Alfred Douglas de la ruina material, emocional y física de Wilde, pues según él fueron “las consecuencias de la dictadura de una clase media inadecuada y una aristocracia bárbara las que aparecen detalladamente en el proceso de Oscar Wilde y en el salvajismo con que fue tratado por los representantes de la justicia inglesa.”
Grandes poetas y sus más cercanos amigos aseguraban que el clima de finales del siglo XIX era el culpable de la desgracias de Wilde, la sociedad victoriana no estaba preparada para un artista como Wilde. Rubén Darío exclama:

Este mártir de su propia excentricidad y de la honorable Inglaterra, aprendió duramente en el hard labour que la vida es seria, que la pose es peligrosa, que la literatura, por más que se suene, no puede separarse de la vida; que los tiempos cambian, que Grecia antigua no es la Gran Bretaña moderna, que las psicopatías se tratan en las clínicas; que las deformidades, que las cosas monstruosas, deben huir de la luz, deben tener el pudor del sol; y que a la sociedad, mientras no venga tina revolución de todos los diablos que la destruya o que la dé vuelta como un guante, hay que tenerle, ya si no respeto, siquiera temor; porque si no la sociedad sacude; pone la mano al cuello, aprieta, ahoga, aplasta.

En mayo de 1897, al salir de Reading, el autor se dirige a Berneval-le-Grand, y cambia su nombre por el de Sebastián Melmoth, inspirado en la novela gótica Melmoth el errabundo, escrita por Charles Maturin. La verdadera razón del cambio de nombre fue, porque después de su encarcelamiento, Oscar era el apelativo de vagos. Manuel Machado tuvo la oportunidad de verlo como Sebastián Melmoth, y el sentimiento que inspiró fue de tristeza:

…se vislumbra el terrible cambio que había sufrido su gran personalidad después de abandonar la cárcel de Reading un año antes: Canoso y algo encorvado, con mengua de su gran talla, el arrogante Oscar se había convertido en un dulce personaje sin desplantes ni pose. Un poco triste, un poco irónico…; vulgar, no llegó a serlo nunca, pero había dejado de ser teatral.

Es importante recalcar, después de estudiar todas las desgracias que sufrió Wilde en su condena, que la situación no impidió que realizara dos de sus textos más apasionantes y profundos, los que significarían un adiós a la literatura y a la vida: la balada de la cárcel de Reading y De profundis. Textos muy distintos, pero con la pluma de un hombre abatido por el sufrimiento. 

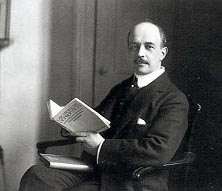
Robert Baldwin Ross en 1911. Él era el albacea literario de Oscar Wilde y supervisó la publicación de De profundis.

Mientras estuvo en prisión, Wilde no fue autorizado a enviar la carta que escribió, apenas se le permitió llevar el manuscrito consigo hasta el final de la pena. Wilde acabó por confiar el manuscrito a su amigo periodista Robert Baldwin Ross, que hizo dos copias dactilografiadas. Una la envió a Douglas que negó siempre haberla recibido. En 1905, cuatro años después de la muerte de Wilde, Ross publicó una versión reducida de la carta (cerca de un tercio) con el título De Profundis, que se utilizaría en posteriores ediciones. Un mes antes de salir de la cárcel, Wilde escribió una carta introductoria del escrito para su amigo Robert. En ella menciona su deseo acerca del título:

Esta es una carta encíclica, y -como las bulas del Santo Padre se nombran a partir de sus primeras palabras- esta podría llamarse: “Epistola: in carcere et vinculis”.

El original fue donado en 1909, por Ross, al British Museum, con la condición expresa de que no fuera presentado al público durante cincuenta años. La segunda copia dactilografiada fue utilizada para la publicación de la primera versión completa y rigurosa por Vyvyan Holland, hijo de Wilde, en 1949. En realidad, cuando en 1960, el manuscrito fue revelado al público, fue posible establecer que la copia dactilografiada contenía cerca de un centenar de errores. La versión corregida se publicó en 1962 en el libro de cartas The Letters of Oscar Wilde.
El excéntrico poeta muere en noviembre de 1900 en las calles de París, con un nombre falso, un corazón destrozado y una soledad abrumadora.